# Annaliese Ohm
Annaliese Ohm (* 5. Mai 1920 in Schlawe, Provinz Pommern; † 28. Februar 2003 in Lübeck) war eine deutsche Kunsthistorikerin. Von 1964 bis 1974 wirkte sie zunächst als Kustodin, von 1974 bis 1987 als Direktorin des Museums für Kunsthandwerk, heute Museum Angewandte Kunst, in Frankfurt am Main. Auf ihre Initiative geht der 1985 am Museumsufer eröffnete Neubau von Richard Meier zurück. Für ihre Arbeit erhielt Annaliese Ohm 1987 das Bundesverdienstkreuz Erster Klasse.

## Leben
Annaliese Ohm wurde 1920 in Schlawe in Pommern geboren. 2000 bezog sie ein Altenheim in Lübeck, wo sie am 23. Februar 2003 verstarb.

### Ausbildung
Nach der Reifeprüfung begann Annaliese Ohm im Jahr 1940 Kunstgeschichte, Archäologie und Geschichte in Würzburg zu studieren. Sie musste ihr Studium nach kurzer Zeit unterbrechen, denn von 1941 bis 1945 war sie zum Kriegseinsatz verpflichtet worden. 1945 flüchtete Ohm aus ihrer Heimat und nahm 1946 ihr Studium in Hamburg wieder auf. Hier studierte sie europäische und islamische Kunstgeschichte und belegte Kurse in Romanistik und Jura. 1949 ging sie zu Kurt Bauch nach Freiburg und promovierte 1951 mit einer Arbeit zu Hochgotische Goldschmiedearbeiten in Südschwaben.

## Beruflicher Werdegang

### Denkmalpflege Rheinland und Museumspflege des Landesverbandes Rheinland ab 1952
Zu  Ohms Aufgaben bei der Museumspflege des Landesverbandes Rheinland gehörte die Inventarisierung der Bestände einiger niederrheinischer Museen. Diese Museen beriet sie außerdem bei Ankäufen, Neuaufstellungen und dem Aufbau einer Öffentlichkeitsarbeit. Darüber hinaus verfasste sie mehrere Publikationen.

### Museum Angewandte Kunst in Frankfurt am Main ab 1964

#### Wissenschaftliche Mitarbeiterin/Kustodin
1964 wurde Ohm die einzige wissenschaftliche Mitarbeiterin des Direktors Peter Wilhelm Meister am Museum Angewandte Kunst in Frankfurt am Main. Sie war für die partielle Katalogisierung der Sammlung für europäisches Kunsthandwerk vom Mittelalter bis zum 20. Jahrhundert zuständig.
Nachdem das alte Gebäude im Zweiten Weltkrieg zerstört worden war, bezog das Museum für Kunsthandwerk 1966 in der Villa Metzler am Schaumainkai einen permanenten Standort. Ohm ward Oberkustodin für europäisches Kunsthandwerk.

#### Direktorin
Im Juni 1974 wurde Ohm zur Direktorin des Museums für Kunsthandwerk berufen. In diesem Amt strebte sie danach, ein öffentliches Bewusstsein für die noch immer zum größten Teil eingelagerten Sammlungen des Museums zu schaffen. Sie organisierte Sonderausstellungen im Karmeliterkloster, zu denen auch begleitende Bestandskataloge veröffentlicht wurden. Diese Strategie hatte Erfolg und gipfelten schließlich in der Durchsetzung eines Neubaus.
Sie pflegte gute Beziehungen zum Kunstgewerbeverein in Frankfurt am Main e. V., welcher das Museum seit Gründung mit Dauerleihgaben und Ankaufsetats unterstützte. Den Vorsitz des Vereins führte zu der Zeit Joachim Schwarzkopf. Vor allem in Hinblick auf den Museumsneubau mit Platz für bis zu zwei Drittel der damaligen Sammlungsbestände ließen sich Gelder und Objekte einwerben.
Ohm bekannte bei ihrer Berufung zur Direktorin, dass sie das Museum für alle Bevölkerungsschichten öffnen wollte und wies der Museumspädagogik eine zentrale Stellung zu. Die Vermittlung umfasste vor allem technische Details des Kunsthandwerks und führte zu der Einrichtung einer didaktischen Schausammlung. Zudem wurde der Donnerstag zum Kindertag. Der Vormittag war Schulklassen und Kindern aus Tagesstätten vorbehalten, der Nachmittag allen anderen, die freiwillig ins Museum kamen.
Ein besonderes Interesse Ohms galt zeitgenössischem Kunsthandwerk. 1976 initiierte sie europaweit die erste Ausstellung zur internationalen Studioglasbewegung. Auf ihre Initiative hin wurde 1978 die Triennale des Deutschen Kunsthandwerks begründet, die regelmäßig bis 2012 alle drei Jahre jeweils mit einem Partnerland veranstaltet wurde. Die Bindung an Frankfurt und auch an den Veranstaltungsort der Internationalen Messen war damals von zentraler Bedeutung.
Nach 13 Jahren im Amt wurde Annaliese Ohm am 20. Mai 1987 von Oberbürgermeister Wolfram Brück und Kulturdezernent  Hilmar Hoffmann in den Ruhestand verabschiedet.

#### Richard Meier Neubau
Der Neubau wurde von dem amerikanischen Architekten Richard Meier entworfen und 1985 am Frankfurter Museumsufer eröffnet. Die Durchsetzung des Neubaus wäre ohne die Überzeugungskraft, die Beharrlichkeit, das Durchsetzungsvermögen und die Durchhaltekraft von Ohm nicht zustande gekommen, waren doch ihre zwei Vorgänger mit dem Vorhaben gescheitert. Der aus dem internationalen Wettbewerb als Sieger hervorgegangene Entwurf des Amerikaners Richard Meier war für Ohm von Anfang an die überzeugendste Lösung, die sie standhaft verteidigte. Stadtplanerisch geforderte Verkleinerungen oder denkmalpflegerische Änderungen an dem Entwurf focht sie erfolgreich an. In den ersten zwei Jahren nach Eröffnung besuchten mehr als 750.000 Menschen das Museum.

## Ämter und Auszeichnungen

### Bundesverdienstkreuz Erster Klasse
Kurz nach ihrer Pensionierung bekam Annaliese Ohm das Verdienstkreuz Erster Klasse des Verdienstordens der Bundesrepublik Deutschland vom Bundespräsidenten verliehen. Am 17. November 1987 wurde ihr die Auszeichnung von Bürgermeister Hans-Jürgen Moog im Rathaus Römer überreicht.

### Vorstand derArbeitsgemeinschaft des deutschen Kunsthandwerks
Neben ihrem Amt als Direktorin engagierte sich  Ohm von 1979 bis 1985 als gewählte Vorsitzende der Arbeitsgemeinschaft des deutschen Kunsthandwerks. Unter ihr wurde die Standesvertretung nach Frankfurt verlegt und umbenannt in „Bundesverband Kunsthandwerk“.

### International Women's Club of Frankfurt e.V.
Nach ihrer Pensionierung übernahm Annaliese Ohm von 1988 bis 1989 die Präsidentschaft für den International Women’s Club of Frankfurt e.V. (IWC).

## Ausgewählte Ausstellungen
32 Sonderausstellungen im Karmeliterkloster (1974 bis 1984)
Modernes Glas aus Amerika, Europa und Japan (1976)
1.–4.Triennale für zeitgenössisches deutsches Kunsthandwerk mit Großbritannien, Niederlande, Finnland
Türkische Kunst und Kultur aus osmanischer Zeit (1985)
Frankfurt am Main – USA (1994/95)
Auch im Ruhestand kuratierte Annaliese Ohm eine Ausstellung zur Beziehung der Stadt Frankfurt zu den USA. Frankfurt am Main – USA (1994/95) wurde im Historischen Museum Frankfurt gezeigt und war mit Unterstützung der Saalbau GmbH realisiert worden. Die Ausstellung zeigte ca. 750 Objekte und entstand in Zusammenarbeit mit 80 Institutionen sowie zahlreichen privaten Leihgebern.

## Ausgewählte Publikationen
- Annaliese Ohm (1951): Hochgotische Goldschmiedearbeiten in Südschwaben. Hochschulschrift, DNB Perma-Link: http://d-nb.info/480848033
- Annaliese Ohm (1960): Volkskunst am unteren rechten Niederrhein: Sammlung u. Aufnahmen im Kreise Rees. Düsseldorf: Rheinland-Verlag; DNB Perma-Link: http://d-nb.info/453641024
- Annalise Ohm (1973): Europäisches und Außereuropäisches Glas (Bestandskatalog). Frankfurt am Main: Museum für Kunsthandwerk. DNB Parma-Link: http://d-nb.info/740686208
- Margrit Bauer, Peter Märker, Annaliese Ohm (1975): Europäische Möbel von der Gotik bis zum Jugendstil Museum für Kunsthandwerk, Frankfurt am Main. [Hrsg. im Auftr. d. Dezernats Kultur u. Freizeit, Frankfurt am Main]; DNB Perma-Link: http://d-nb.info/770587216
- Annaliese Ohm, Dorothea Rohwedder (1977). Möbelbuch: für alle Kinder, die es freut, mit Möbeln aus alter und neuer Zeit. Frankfurt am Main: Museum für Kunsthandwerk. ISBN 3-88270-600-7
- Margrit Bauer, Annaliese Ohm (1977): Steinzeug und Zinn. Hrsg. im Auftr. d. Dezernats Kultur u. Freizeit, Frankfurt am Main: Museum für Kunsthandwerk; DNB Perma-Link: http://d-nb.info/770587224
- Margrit Bauer, Annaliese Ohm (1978): Zeitgenössisches deutsches und britisches Kunsthandwerk. Arbeitsgemeinschaft d. Dt. Kunsthandwerks ... [Hrsg. im Auftr. d. Dezernats Kultur u. Freizeit, Frankfurt am Main. Übers.: Luise Pugh]; DNB Perma-Link: http://d-nb.info/780620534